# チェ・シウォン
シウォン（朝: 시원、英: Siwon、1986年4月7日 - ）は、韓国の歌手、俳優、タレントであり、男性アイドルグループSUPER JUNIORのメンバー。センター、サブボーカル担当。SMエンタテインメント所属。

## 来歴

### デビュー前
16歳の時にスカウトされ、SMスターライト・キャスティング・システムのオーディションを受けるよう勧められる。両親は芸能界に入ることを認めなかったが、内緒でオーディションを受け、合格した。その後、両親の検討を経て SMエンタテイメントと契約。
2003年、ダナ（天上智喜 The Grace）のMVに出演。
2004年、中・日・韓・香港合作映画『墨攻（ぼっこう）』の出演に向け、中国語と中国史を学ぶために少女時代のヒョヨンと共に3ヶ月間中国へ留学。
2004年、KBSドラマ『拝啓、ご両親様』に端役として出演し、俳優としての活動を開始。

### SUPER JUNIORとして
2005年11月6日、「SUPER JUNIOR」のメンバーとして正式にデビュー。
2008年4月、中華圏での活動を目的に結成されたユニット「SUPER JUNIOR-M」メンバーとして活動開始。
2022年11月30日、日本で行われたファンミーティングをきっかけに同グループのイトゥク、シンドンと「SUPER JUNIOR-L.S.S.」を結成、活動開始。

### 個人活動
映画『墨攻（ぼっこう）』で主人公の敵、梁適（りょうてき）役として出演し、演技が注目された。主役を演じたアンディ・ラウはシウォンの人柄について「誠実で礼儀正しい俳優で、香港の新人俳優たちの良い手本だ」と語っている。2006年11月、映画のプロモーションで中国4都市を訪問した。
2010年1月、SBSドラマ『オー！マイレディ』で連続ドラマ初主演を務めた。
2011年、台湾ドラマ『スキップ・ビート!! 〜華麗的挑戦〜』に出演し、ドンへと共に主演を演じた。
2015年10月、韓国人初となるTwitter (現X)フォロワー500万人を達成。
2015年11月19日、兵役に就き、軍で服務する代わりに義務警察としてソウル地方警察庁警察広報団に配属された。
2017年8月18日、1年9ヶ月間の兵役を終え、除隊。

## その他
2017年9月、韓国料理店の女性代表にシウォンの愛犬が噛みつき、女性はこの傷が原因と思われる敗血病で死亡。シウォンと彼の父親がそれぞれ謝罪文をInstagramに掲載した。被害者遺族は謝罪を受け入れ、法的訴訟は行わないと表明した。

## 人物
- 本名：チェ・シウォン（朝: 최 시원）
- 身長：183cm、血液型：B型[1]
- 出身：ソウル特別市
- 家族構成：父、母、妹
- 学歴
  - 狎鷗亭高等学校 卒業
  - 仁荷大学校 演劇映画科[11] 卒業
  - 仁荷大学校 大学院 文化経営学 修士課程 修了
- 1987年2月10日、韓国ソウルで生まれた。非常に厳格なキリスト教（プロテスタント）信者の家庭で育ち、父は貿易会社の会長で[12][13]シウォンの家庭は非常に裕福で知られている[14] [15]。
- 母国語の他に中国語[16]と英語[17]が堪能である。
- ユニセフの支援活動を積極的に行っており、韓国アーティスト初のユニセフ親善大使就任者となった[18]。ユニセフ高額寄付者の集まりである「ユニセフ・オナーズクラブ」に加入している[19]。
- アイドル活動だけに留まらない幅広い活躍が評価され、米Forbes誌が選定した「FORBES 30 UNDER 30 ASIA 2016」のEntertainment & Sports部門に選出されている[20][21]。
- 端正な顔立ちであり、TC Candler[22]が選定した「2014 世界で最もハンサムな顔100人」で2位を記録している[23][24]。グループ宣伝写真などで基本的にシウォンがセンターになっている理由として、イトゥクは「シウォンが真ん中に立つと、メンバー全員がハンサムみたいに見えるから」と、複数のメディアで冗談半分に話している。さらに、多くの曲でシウォンが歌い出しを務めているが、これについては「観客に対して見た目でアピールするため」と語った。
- 外見からクールで落ち着いた性格であると思われがちだが、実際は騒がしい方であり、「テレビに出ると大人しくなる」とヒチョルは語っている。自らも「愉快なことが好き」と語っており[4]、女装姿やルイージのコスプレを披露したことがある[25]。
- 濃い顔立ちと筋肉質な体型、運動神経の良さからついたあだ名が「馬」。それを持ちネタにし、来日した際には「僕は皆さんの馬、シウォンです。」と挨拶することもある。SUPER SHOW 6のソロステージでは馬に扮してNORAZOの『野生馬』を披露し、会場を沸かせた[26]。
- スポーツは主にバスケットボール[27]とゴルフを好む。テコンドーにも習熟[28]しており、韓国で4番目の若さで黒帯保持者となった。
- ドラムの演奏ができる。2006年9月、事務所の先輩グループ TRAX が SBS の音楽番組『人気歌謡』に出演した際、既に脱退していたドラム担当のRose に代わって演奏した。

## 出演
主演作品の役名は太字で記載

### テレビドラマ
- 拝啓、ご両親様（2004年、KBS）- キム・フンソプ 役
- となりのイケメン（原題：納骨堂少年）（2005年、KBS）- チョンミョン 役 ※一話完結ドラマ
- 18・29〜妻が突然18才!?（2005年、KBS2）- 主役高校生時代 役
- 春のワルツ（2006年、KBS）- パク・サンウ 役[11]
- イルジメ外伝（香丹伝）（2007年、MBC）- イ・モンニョン 役 ※二話完結ドラマ
- オー！マイレディ（2010年、SBS）- ソン・ミヌ 役
- ATHENA-アテナ-（2010年、SBS）- キム・ジュノ 役[29]
- ポセイドン（2011年、KBS）- キム・ソヌ 役
- スキップ・ビート！ ～華麗的挑戦～（2011年、GTV）- 敦賀蓮 役
- ドラマの帝王（2012年、SBS）- カン・ヒョンミン 役
- 轉身説愛你（2015年、CCTV8）- 宋晨曦 役 [30]
- 覆面検事（2015年、KBS）- カメオ出演
- 彼女はキレイだった（2015年、MBC）- キム・シニョク 役[31]
- ピョン・ヒョクの恋（2017年、tvN）- ピョン・ヒョク 役[32]
- ダーリンは危機一髪！（原題：国民のみなさん）（2019年、KBS）- ヤン・ジョングク 役[33]
- SF8（2020年、MBC）- チェ・ミンジェン 役[34]
- 恋愛なんていらない（2022年、ENA）- パク・ジェフン 役[35]
- DNAラバー（2024年、TV朝鮮） - シム・ヨヌ 役[36][37]

### 配信ドラマ
- ドラマワールド（2016年、Viki）- カメオ出演[38][39]
- 酒飲みな都会の女たち（TVING）- カン・ブック 役
  - シーズン1（2021年）[40]
  - シーズン2（2022年）[41]
- ブラッドハウンド（2023年、Netflix）- ホン・ミンボム 役[42]
- もうすぐ死にます（2023年、TVING）- パク・ジンテ 役[43]

### 映画
- 墨攻（2006年）- 梁適 役
- ドラゴン・ブレイド（原題：天将雄師）（2015年）- 殷破 役 [44]
- ヘリオス 赤い諜報戦（原題：赤道）（2015年）- パク・ウチョル 役[45]
- 疾風スプリンター（原題：破風）（2015年）- チョン・ジウォン 役[46]
- ニューイヤー・ブルース（2021年）- 特別出演[47]
- 童話ですが、青少年は観覧不可です（2025年、日本未公開）- ジョンソク 役[48]
- ロビー（2025年、日本未公開）- マ・テス 役[49]

### テレビ番組
レギュラー番組
- ヨット遠征隊（2020年8月 - 10月、MBC every1）[50]
- クァク’s LP BAR（2021年5月 - 7月、tvN）MC[51]
- アラフォー息子の成長日記（原題：みにくいうちの子）（2021年11月 - 2022年5月、SBS）準レギュラー
- やらなかったことをやって（2023年6月 - 7月、MBC）[52]
- ハートペアリング（2025年3月 -、チャンネルA）MC

### 雑誌
- 『Men's Health』2009年6月号 表紙モデル[53]
- 『HOT CHILI PAPER』vol.58（2010年4月発売）
- 『GQ Korea』2012年3月号
- 『KOREAN WAVE』No.49（2012年5月発売）
- 『MORE』2012年6月号[54]
- 『1st LOOK』vol.27（2012年8月発売）表紙モデル
- 『VMAN』2012年秋号[55]
- 『ELLE MAN (香港)』2013 Spring/Summer 表紙モデル
- 『LEON Korea』2013年4月号 表紙モデル
- 『men's uno』2013年5月号 表紙モデル
- 『F to F』2013年5月号
- 『Harper's BAZAAR (韓国)』2013年6月号
- 『AUDI MAGAZINE』2013年夏号 表紙モデル
- 『ARENA HOMME+』2013年11月号 表紙モデル[56]
- 『紅秀 GRAZIA』vol.160（2014年7月発売）表紙モデル
- 『LEON Korea』2014年9月号 表紙モデル
- 『优1周 UWeekly』vol.480（2015年2月発売）表紙モデル
- 『i週刊 iWeekly』vol.903（2015年2月発売）表紙モデル
- 『Esquire (韓国)』2015年3月号 表紙モデル
- 『ELLE CHINA』2015年6月号 表紙モデル[57]
- 『L’OFFICIEL HOMMES KOREA』2015年7月号 表紙モデル[58]
- 『COSMOPOLITAN』2015年10月号
- 『HIGH CUT』vol.162 2015年11月 表紙モデル
- 『韓流ぴあ』2016年2月号
- 『韓流T.O.P.』vol.51（2016年11月）
- 『Esquire (香港)』2017年10月号 表紙モデル[59]
- 『PRESTIGE (香港)』2018年7月号 表紙モデル
- 『韓流ぴあ』2018年8月号
- 『Esquire (香港)』2018年12月号 表紙モデル
- 『Singles』2019年4月号 表紙モデル[60]
- 『Harper's BAZAAR』2019年9月号 表紙モデル
- 『もっと知りたい！韓国TVドラマ』vol.95（2020年2月発売）
- 『ARENA HOMME+』2020年3月号 表紙モデル[61]
- 『Noblesse』2021年5月号
- 『marie claire Korea』2021年11月号
- 『1st LOOK』vol.230（2021年11月発売）
- 『もっと知りたい！韓国TVドラマ』vol.110（2022年8月発売）
- 『#Legend』2022年10月号 表紙モデル[62]
- 『COSMOPOLITAN』2022年11月号
- 『韓流ぴあ』2023年1月号
- 『allure KOREA』2023年1月号[63]

### 広告
- エリート学生服（2004年）
- ソウル牛乳（2004年11月）
- 12plus化粧品(タイ・2007年3月)
- Audi TT（2007年6月）
- EVISU（2008年2月）
- Acerコンピュータシリーズ（タイ・2011年3月）
- マモンド化粧品（アジア・2011年10月）[64]
- Caffe Latte（2012年6月）[65]
- Audi R8 GT Spyder（2013年2月）
- Naver Line（アジア・2013年3月）
- HELIANTHUS（アジア・2014年7月）
- Piaget（2015年）[66]
- H&M（2016年）[67]
- Mie Sedaap（2019年）[68]
- 未来アセット証券
- カマチトンタク（2022年）[69]
- CNNアパレル

### ミュージックビデオ
- DANA「What is Love」
- チャン・リーイン×ジュンス (東方神起)「Timeless」（2006年）[動画 1][動画 2]
- チャン・リーイン「I Will」（2008年）[動画 3]
- チャン・リーイン「恋人よ (Lovers)」（2008年）[動画 4]
- アリエル・リン「螢火蟲」（2009年）[動画 5]
- 少女時代「훗 (Hoot)」（2010年）[動画 6]
- SUPER JUNIOR-D&E「MOTORCYCLE」（2014年）[動画 7]

### その他
- Audi Korea 広報大使（2013年 - ）[70][71]
- ユニセフ サンタキャンペーン 広報大使（2013年）
- 第11回堤川国際音楽映画祭 広報大使（2015年）[72]
- ユニセフ韓国委員会特別代表（2015年）[73]
- ユニセフ東アジア太平洋地域親善大使（2019年）[74]
- 第14回光州ビエンナーレ 広報大使（2023年）[75]
- 韓国麻薬撲滅運動本部顧問（2023年）[76]
- 韓国-インドネシア国交正常化50周年 広報大使（2023年）[77]

## 受賞歴

### 個人受賞
2010年
- 2010 SBS演技大賞 ニュースター賞（『オー！マイレディ』）

2019年
- 2019 KBS演技大賞 中編ドラマ部門優秀演技賞（『国民のみなさん』）
- 2019 Asia Artist Awards ベストアイコン賞[78]

2020年
- Indonesian Television Awards 2020 最も影響力のある韓国アーティスト[79]

2021年
- 2021 韓国青年希望大賞 文化部門大賞[80]

2022年
- 2022 Asia Artist Awards[81]
  - ベストアクティングパフォーマンス賞
  - ニューウェーブ賞

2023年
- ソウル市議会 議長表彰[82]

## 作品

### OST
- 「Worthless」（2010年）- ドラマ『オー！マイレディ』OST
- 「Only you」（2015年）- ドラマ『彼女はキレイだった』OST
- 「Nobody but you」（2021年）- ドラマ『酒飲みな都会の女たち』OST[83]
- 「I Want Love」（2022年）- ドラマ『恋愛なんていらない』OST[35]
- 「Mail Never Sent...」（2024年）- ドラマ『DNAラバー』OST

### コラボ楽曲
- AGAPAO Worship「The Blessing」（2021年）
- UV「Riding」（2022年）[84]

### ミュージックビデオ
| 公開日 | 公開日   | 曲名                          | リンク |
| ------ | -------- | ----------------------------- | ------ |
| 2015年 | 10月26日 | Only you                      | Play   |
| 2021年 | 11月26日 | Nobody but you                | Play   |
| 2022年 | 3月30日  | Riding                        | Play   |
| 2022年 | 10月19日 | I Want Love                   | Play   |
| 2024年 | 9月28日  | Mail Never Sent…(느린 우체통) | Play   |